# Faberlic
АО «Faberlic» («Фаберлик») — российская компания прямых продаж, производитель косметики, одежды, аксессуаров, обуви и товаров других категорий.
«Русская линия» была учреждена в 1997 году, а под нынешним названием «Фаберлик» работает с 2001 года.

## История
Основатель компании «Фаберлик» Алексей Нечаев и её первый генеральный директор Александр Даванков познакомились в пионерском лагере, оба закончили Московский государственный университет и вместе начали заниматься бизнесом.
В 1998 году Нечаев и Даванков приобрели патент на накожное использование перфторана — разработанной в СССР эмульсии, способной к переносу кислорода и получившей широкое применение в качестве искусственной крови во время войны в Афганистане. Кислородная эмульсия легла в основу кислородосодержащих кремов, с которыми партнёры вышли на рынок косметики под брендом «Русская линия». На фоне экономического кризиса 1998 года иностранные производители косметики сократили поставки и свернули рекламу, что помогло российским компаниям средне-нижнего и нижнего ценового сегмента, в том числе «Русской линии».
В 2001 году «Русская линия» была переименована в «Фаберлик», что может быть вольно переведено как «мастер над образом». По словам Нечаева, переименование понадобилось в связи с выходом на иностранные рынки, где предпринимателям требовалась ранее не зарегистрированная торговая марка с благозвучным названием, не предполагающим ассоциаций с Россией.
В 2011 году произошло объединение с компаниями Edelstar и Infinum, а в следующем году объединение с компанией Sengara.
В 2016 году к Faberlic присоединились компании Florange и Denas MS.
В 2017 году открыла собственное швейное производство в городе Фурманов Ивановской области.
В 2019 году правительством города Москвы производству Faberlic был присвоен статус промышленного комплекса.
В 2021 году к Faberlic присоединился французский производственный комплекс BIOSEA.
В апреле 2025 года российская компания «Фаберлик» продала 100% долей в ООО «Фэшн фэктори» — операторе швейной фабрики в Ивановской области — структуре АО «Военторг», ООО «Воентекстильпром». 

## Деятельность
Компания занимается производством различной продукции: косметика, парфюмерия, бытовая химия, товары для дома, продукты питания, товары для детей, одежда, обувь и аксессуары, нижнее белье и колготки, товары для животных.
В 2017 году компанией был учреждён фонд поддержки образовательных и бизнес-проектов «Капитаны России».
В 2020 году при поддержке Центра креативных индустрий МГУ им. М. В. Ломоносова запустил собственную школу моды и стиля. В этом же году компанией были запущены социальные проекты «Я-МАМА» и «Друг из приюта».

### Косметика и бытовая химия
Косметическое производство «Фаберлик» расположено на Никопольской улице в районе Бирюлёво Западное в Южном административном округе Москвы.
С 2002 года в компании функционирует собственный Центр научных разработок.
В 2004 году «Фаберлик» приобрёл расположенную неподалёку от основного производства косметическую фабрику в Ступинском проезде, построенную в 1989 году для «Сореаля» — совместного предприятия «Мосбытхима» и концерна L’Oréal. Близкий к компании источник «Коммерсанта» оценивал сделку в 10—15 миллионов долларов, инвестиции в модернизацию производства — в 5—10 миллионов. В 2010 году Александр Даванков выкупил часть площадки у «Фаберлик» для организации собственного проекта — «Лаборатории индивидуальной косметики» под торговой маркой I.C.Lab.
На 2017 год площадь производственных, офисных и складских помещений предприятия составляла 45 тысяч м². Компания владеет собственным косметическим производством, где, по данным на 2020 год, производится более 150 млн единиц косметической продукции в год.

### Одежда и аксессуары
«Фаберлик» выпускает коллаборации с известными российскими дизайнерами. В 2016 году дизайнер Алёна Ахмадуллина создала для «Фаберлик» три капсульные коллекции. В начале 2017 года компания в сотрудничестве с модельером Валентином Юдашкиным выпустила коллекцию одежды, аксессуаров и парфюма. На Неделе моды в Москве в октябре 2017 года коллаборацию с «Фаберлик» представил стилист Александр Рогов. Кроме того, в 2017 году компания открыла в петербургском творческом пространстве Artplay собственный инкубатор для дизайнеров одежды Faberlic Creative Bureau.
В мае 2017 года компания открыла первую швейную фабрику в городе Фурманов Ивановской области. В первую очередь в Фурманове было локализовано производство женских водолазок, нижнего белья, пижам и колготок.

### Faberlic FMCG Accelerator
В мае 2016 года «Фаберлик» совместно с инвестиционной фирмой Global Venture Alliance открыл корпоративный бизнес-акселератор Faberlic FMCG Accelerator. В 2016 году «Фаберлик» отобрал из 250 кандидатов 5 перспективных проектов.

### Зелёное движение России «ЭКА»
В 2010 году Faberlic создало Зелёное движение России «ЭКА» с во главе с комиссаром движения «Наши» Мариной Кокориной. При поддержке компании участниками движения было высажено более 10 000 000 деревьев.

## Компания

### Собственники и руководство
В первые годы существования «Фаберлик» Нечаев инвестировал в компанию два миллиона долларов личных и миллион заёмных средств и до 2000 года был единственным владельцем компании. В 2000 году Александр Даванков, занимавшийся операционным управлением, реализовал опцион на 10 % «Фаберлик». В 2010 году он обменял свою долю на часть производственной площадки предприятия в Ступинском проезде. В результате сделки Алексей Нечаев стал владельцем более 99 % компании: по собственному признанию предпринимателя, владельцем 1 акции «Фаберлика» является его дочь Дарья Нечаева. С 1 марта 2020 года Нечаев и Даванков — основатели и руководители политической партии «Новые люди».

### Финансовые показатели
По данным РБК, выручка «Фаберлик» в 2016 году составила 23 миллиарда рублей. 12,96 миллиардов выручки принесли продажи косметики и парфюмерии, ещё 4,8 миллиарда — одежды и аксессуаров, на товары для дома и здоровья пришлось 3,23 миллиарда, около 390 миллионов составили иные доходы.

### Признание
- С 2006 года «Фаберлик» входит в мировой рейтинг крупнейших косметических компаний издания Women's Wear Daily[англ.], где является единственным представителем России. В 2015 году компания также заняла 3 место в списке самых быстрорастущих косметических компаний, составленном WWD[24].
- В 2010—2014 и 2017 годах «Фаберлик» входил в список крупнейших косметических компаний, составленном журналом Direct Selling News. В года компания заняла 48 место в рейтинге с заявленной выручкой в 365 миллионов долларов по итогам 2016 года[31].
- В 2015—2017 годах «Фаберлик» становился лауреатом премии «Права потребителей и качество обслуживания» в категории товаров народного потребления, а в 2017 году — также в категории «Выбор потребителей»[32][33].
- В 2014—2016 годах продукция «Фаберлик» была отмечена несколькими наградами национальной премии «Моя косметика», совместно учреждённой Российской парфюмерно-косметической ассоциацией совместно с косметической выставкой Intercharm[англ.][34][35][36].
- Коллекция Faberlic by Alena Akhmadullina была отмечена премией PROfashon Awards 2016 в номинации «Fashion-коллаборация года» с комментарием «за создание доступной коллекции от российского дизайнера»[37].
- 13-е место в рейтинге самых быстрорастущих компаний России, по версии РБК[38].
- 31-е место в мировом рейтинге компаний прямых продаж по итогам 2020 года (по версии DSN)[39].
- Бренд № 1 по продажам губной помады в России в 2020 году (по данным Romir scan Panel)[40].

## Санкции
В апреле 2022 года, из-за вторжения России на Украину, компания Faberlic была включена в санкционный список Польши, после этого компания закрыла своё подразделение в Польше. В мае 2022 года Финляндия арестовала счета Faberlic.
23 ноября 2023 года компания включена в санкционный список Украины как компания, связанная с Нечаевым, в отношении которого были введены санкции ранее, кроме того, компания «является важной для экономики РФ, которая обеспечивает источник поступлений в бюджет государства-агрессора, чем создаёт финансовую основу для ведения ею боевых действий на территории Украины».